# اندری سوختسکیی
اندری سوختسکیی (انگلیسی: Andriy Sukhetskyi؛ زادهٔ ۱۱ فوریهٔ ۱۹۹۳) بازیکن فوتبال اهل اوکراین است.